# Соколов, Александр Владимирович
Александр Владимирович Соколов (укр. Олександр Володимирович Соколов; род. 27 июня 1961, Чернигов) — украинский государственный и политический деятель, городской голова города Чернигов (2002—2015).

## Образование
Родился 27 июня 1961 года в Чернигове. С успехом окончил среднюю школу № 21, специальное образование получил в Черниговском СПТУ № 5, высшее образование — в Черниговском государственном педагогическом институте имени Т. Г. Шевченко по специальности «Общетехнические дисциплины и труд», получив квалификацию учителя общетехнических дисциплин.
В 2004 закончил Национальную академию государственного управления при Президенте Украины по специальности «Государственное управление», магистр государственного управления.

## Биография
Трудовую деятельность начал в 1983 году работая мастером производственного обучения Черниговского СПТУ № 4.
В 1984—1985 проходил военную службу в составе ограниченного контингента советских войск в Афганистане.
С 1985 работал на выборных должностях в комсомольских органах: секретарь комитета комсомола СПТУ № 4, завотделом, секретарь, первый секретарь райкома, секретарь, первый секретарь Черниговского обкома комсомола.
1991 — Председатель Черниговского областного Союза воинов-интернационалистов.
1992—1994 — Председатель Координационного совета Союза молодёжи Черниговщины.
С 1994 по 2001 годы работал в органах исполнительной власти на различных должностях: начальником управления по делам молодёжи и спорта, начальником управления по делам молодёжной политики, физической культуры и спорта, начальником управления по физкультуре и спорту Черниговской областной государственной администрации.
С 1999 по 2001 — заместитель председателя Черниговской областной государственной администрации по вопросам гуманитарной сферы.
С 2001 года работал в органах местного самоуправления первым заместителем Черниговского городского головы по вопросам деятельности исполнительных органов совета.
На протяжении двух созывов избирался депутатом областного совета от города Чернигова.
В 2002 году избран Черниговским городским головой (полномочия были прекращены в апреле 2006 года). Вновь избран на эту должность в результате внеочередных выборов в ноябре 2006 года.
В третий раз возглавил город в октябре 2010 года.
С 2011 по 2014 — член Партии регионов. Партия поддерживала его на местных выборах в 2006 и 2010 годах.
В марте 2015 года против Соколова было возбужденно уголовное дело. Прокуратура подозревала городского главу в растрате 4,7 млн грн., которые были перечислены компании-застройщику по программе строительства жилья для граждан, пострадавших в результате Чернобыльской аварии. Застройщик позже обанкротился, не достроив жильё. В апреле дело было направлено в суд. Позже, другая компания компенсировала переведённые деньги. 21 сентября 2015 года Соколов был оправдан.
26 августа 2015 года Александр Соколов присоединился к партии «Наш край».
22 сентября 2015 выдвинут кандидатом на пост городского главы Чернигова от партии «Наш край» на местные выборы, которые состоялись 25 октября 2015. В первом туре одержал победу, набрав 33,74 % голосов избирателей (32612 чел.), во втором проиграл представителю Блока Порошенко Владиславу Атрошенко, набрав 43,15 % голосов избирателей (44560 чел.).

## Награды
- Орден «За заслуги» II степени (28 сентября 2012) — за весомый личный вклад в развитие местного самоуправления, многолетний добросовестный труд и высокий профессионализм[12];
- Орден «За заслуги» III степени (14 февраля 2000) — за плодотворную трудовую деятельность, активную жизненную позицию, личный вклад в решение проблем ветеранов войны[13];
- Медаль «За труд и победу» (10 сентября 2008) — за весомый личный вклад в развитие и популяризацию физической культуры и спорта на Украине, профессионализм и достижения высоких спортивных результатов[14];
- Почётная грамота Кабинета Министров Украины (8 февраля 1999) — за активную общественную деятельность, добросовестный труд, личный вклад в решение проблем ветеранов войны и по случаю 10-й годовщины со дня вывода войск бывшего СССР из Афганистана[15];
- Медали: «Защитнику Отчизны», «70 лет Вооружённых Сил СССР», «Воину-интернационалисту от благодарного афганского народа»;
- Орден «Верность боевым традициям» (отличие Государственного комитета Украины по делам ветеранов).

## Личная жизнь
Постоянно проживает в Чернигове. Женат.